# Coucal à nuque bleue
Centropus monachus
Espèce
Statut de conservation UICN

 LC  : Préoccupation mineure
Le Coucal à nuque bleue (Centropus monachus), Coucal à tête bleue ou Coucal moine, est une espèce d'oiseaux de la famille des Cuculidae.

## Répartition et sous-espèces
Selon la classification de référence du Congrès ornithologique international (15.1, 2025) il se répartit en trois sous-espèce (ordre phylogénique) :
- Centropus monachus occidentalis Neumann, 1908 — du sud de la Guinée au sud-ouest de la République centrafricaine et le nord de l'Angola ;
- Centropus monachus fischeri Reichenow, 1887 — du Soudan du Sud à l'est de la RDC et le nord-ouest de la Tanzanie ;
- Centropus monachus monachus Rüppell, 1837 — de l'Érythrée au centre du Kenya.